# Convent del Carme (Vila-real)
El Convent del Carme, és un convent de l'orde franciscà, datat del segle xvii, situat al carrer Raval del Carmen de Vila-real, a la comarca de la Plana Baixa. Es tracta d'un edifici religiós catòlic catalogat, dins del Pla General d'Ordenació Urbana, Bé de Rellevància Local segons la Disposició Addicional Cinquena de la Llei 5/2007, de 9 de febrer, de la Generalitat, de modificació de la Llei 4/1998, d'11 de juny, del Patrimoni Cultural Valencià (DOCV Núm. 5.449 / 13/02/2007); amb el codi: 12.06.135-009.

## Història
La fundació del convent dels franciscans a Vila-real es remunta al segle xvi, més concretament al 5 de setembre de 1593, quan Joana Piquer  va donar uns terrenys a l'ordre, amb la condició clausural de fundar un convent a Vila-real en un termini màxim d'un any.
Al prior de l'ordre en aquell moment, Fra Baltasar Pons, li semblava que els terrenys donats no eren prou grans per instal·lar en ells un convent, així que va sol·licitar a l'Ajuntament de Vila-real que se li fos cedida a l'ordre l'ermita adjacent als terrenys cedits, que estava dedicada a venerar a Sant Blai i a Santa Bàrbara, per utilitzar-la com a església conventual i poder, d'aquesta manera, utilitzar la resta dels terrenys per a les instal·lacions monacales.
L'ajuntament va accedir, però va establir com a condició el manteniment de la advocació als esmentats sants a la nova església conventual. D'aquesta manera s'inicia el procés de construcció i fundació del convent carmelita a Vila-real.
En 1602 les institucions locals i religioses del poble decideixen l'itinerari de les processons que podien realitzar els frares per celebrar la festivitat de la Verge del Carmen, la seva patrona. A més, la fama de bons predicadores dels pares franciscans va fer que el consistori local els encarregués des de molt prompte els sermons de Quaresma i per a les principals festes locals. Alguns d'aquests actes continuen fins a l'actualitat.
Durant la Guerra de Successió, amb el saqueig i incendi de Vila-real per les tropes Borbòniques, els frares es van refugiar en el convent d'Onda, fins que van poder tornar, fins que una altra guerra pertorbés la seva vida de retir i oració, aquesta vegada la guerra de la Independència, dispersant-se l'ordre, sent mantinguda, novament, pel convent d'Onda, fins a la seva tornada a Vila-real.
Entre 1820 i 1823, època del Trienni Liberal, es va procedir a la supressió del convent, sent els frares obligats a unir-se a la comunitat del convent d'Onda per la Reial orde de 21 de maig de 1821, atenent a un arranjament de convents de la província de València, en compliment de la Llei sobre monestirs i convents de 25 d'octubre de 1820. El convent va quedar suprimit de forma permanent i definitiva per la junta de govern del regne de València i Murcia el 21 de setembre de 1835, publicant-se la decisió en un Reial decret el 25 de juliol d'aquest any, Reial decret que suprimia els monestirs i convents de religiosos amb menys de 12 individus profesos. La exclaustración va ser confirmada pel Reial decret d'11 d'octubre suprimint els monacales.
El convent es convertia en granja de cucs de seda, per a la fabricació, in situ, de fil de seda; i posteriorment en magatzem de taronges. Per la seva banda l'església va ser transformada en fàbrica d'alcohol fins que, en 1877, un grup de sacerdots i seglares van comprar convent i església, la qual van restaurar i van donar posteriorment a l'Orde franciscà de Vila-real, el qual, molt afectat per tots els esdeveniments, no va poder fer-se càrrec de la donació i va anar a parar a les mans del Carmen d'Onda, passant d'aquesta forma als Franciscans Menors.
En 1923 tornen dos franciscans de la Primera Ordre i s'instal·len en una alquería, la de Mosén Ferreres, per passar poc després (1924) a la alquería de Sanchís. En 1925, poc abans de morir, el Bisbe de Tortosa va concedir llicència per a la fundació del convent de Vila-real. Però, per respecte al nou Bisbe es va cursar una nova sol·licitud, que va ser admesa i amb ella es va dur a terme l'inici de la construcció del nou convent l'any 1926, obres finalitzades un any després, beneint-se el convent el 24 de novembre de 1927, data en la qual es va produir el trasllat de l'ordre de les antigues instal·lacions a les quals posseeix avui dia.
Durant la guerra civil espanyola, el convent va ser abandonat per l'ordre, expulsada per les tropes republicanes, i el convent va passar a ser caserna i hospital, tant de les tropes d'un bàndol com de l'altre. Després de la guerra el convent va ser reclamat per l'Ordre a l'exèrcit, i aquest, després dels oportuns esbrinaments, ho va retornar als frares.

## Descripció
L'església del convent presenta planta de nau única amb cor alt als peus de la mateixa. Presenta decoració típica del segle xvii, amb cúpula decorada amb frescos, i capelles laterals amb retaules. Després de l'altar principal es localitza la Capella de la Comunió, que té forma ovalada i és rematada verticalment amb una cúpula de grans dimensions.
De la zona conventual, destaca el claustre, d'estil manierista.